# Штефа Маркунова Ивљев
Штефа Маркунова Ивљев (Ђелековац, 12. октобар 1938 – Београд, 19. јун 2012) познатија и као Штефица Ивљев била је антиратна активисткиња, феминисткиња и песникиња. Била је чланица скупштине и једна од најранијих активисткиња Лабриса. Такође је била активна активисткиња Жена у црном, при чему је учествовала је у стајањима средом.
У издању Лабриса изашле су три њене књиге поезије: Жене у мрежи (1995), Жене комете (1996) и Жене на рибарском острву (2002).

## Биографија
Рођена је 1938. године у Хрватској, у Ђелековцу. Основну школу и гимназију је завршила у Копривници и Загребу, а 1957. године се одселила у Београд. У мају 1955. године приликом похађања школе за одгајатељице избацили су је уз оцењивање ње као “неподобне за васпитање младе генерације”. Имала је забрану уписа за све школе просветног смера у Хрватској. То се догодило због тога што је на тему “Оде љубави” другу Титу њена побуна била празан лист. Након тога се преселила у Србију где је живела више од 55 године, до краја свог живота.

Крајем 2012. године, Лабрис и Жене у црном су организовали комеморацију посвећеној животу и раду Штефе Маркунова Ивљев. На њој су говориле Десанка Дробац, Ана Симић, Лепа Млађеновић и Сташа Зајовић. Лабрис је организовао и вече читања њене поезије.
| „ | Трчим и ја свој посљедњи маратонски круг, падам и устајем као што и приличи таквима, живот ми даје лимун, направим лимунаду и за друге и за друге то је најважније. | ” |

## Активизам

### Лезбијски активизам
Штефица је била активисткиња лезбијске организације Лабрис и бавила се лезбијским активизмом и правима жена. Као њихова представница је учествовала на Интернационалној конференцији Међународног удружења лезбијки, хомосексуалаца, бисексуалаца/ки, транс и интерсексуалаца/ки. Присуствовала је и Другој лезбијској недељи, на којој је једна од учесница била њена саборкиња из Словеније Маја Пан 2000. године. У јуну 1997. године била је једна од петнаест лезбијки из држава бивше Југославије која је била део Прве лезбијске недеље одржаној у Словенији. Њој су присуствовале, поред осталих учесница, Лепа Млађеновић, Љиљана Живковић и Јелена Лабрис.
Штефица је Лепи Млађеновић, својој саборкињи и пријатељици око годину дана пре своје смрти написала:
| „ | Кад будеш стара сачувај моје књиге, тад ћеш их моћи разумети, кад мене не буде разумети значи “волети” твоја пријатељица Штефи. | ” |

У својим писмима Лепи, Штефица помиње и Дејана Небригића.

### Жене у црном и антиратни активизам
Штефица је била активисткиња Жена у црном и СОС центра Београд. Залагала се за људска права, борила се против дискриминације, рата, фашизма, расизма, неокапитализма. Штефица је написала 1996. године у својој збирци Жене комете:
| „ | Жена у црном, приговарачица савести против милитаризма, против сваког насиља већине над мањином, лезбијка и феминисткиња. Некад ми се чини да нисам заслужила ово лепо што ми се догађа – осећај да сам неком потребна, да сам нашла себе и своју слободу | ” |

У једном од својих текстова Штефица је писала о предмету Штрпци, где је 1993. године 27. фебруара на прузи Београд-Бар одведена група од 20 мушкараца и убијена због свог етницитета, јер су били муслимани.
Посветила је је једно од својих јавних писама епископу Иринеју Буловићу 2009. године.
| „ | Како ви грешно људско биће слуго божја, можете судити друго људско бице?? Бог вам не даје то право, само Бог може да суди, ако је изнад човека..Ви морате себи да судите, јер сте ипак родени као човек.. Какав вас је демон мржње натерао да узимате моћ силе од Бога јединога да анатемишете љубав људских душа, тако створених од бога, јагањаца Божјих... | ” |

У својој песми Жене у црном позивају да говоре у “Rexu” она пише и о активисти, академику и њеном пријатељу Бојану Алексову “који је веран гласник земље Аркадије, Најбољи од браће којег ја познајем”.
Сташа Зајовић је препричала анегдоту када је Штефица као активисткиња била на информативном разговору у полицији. Тада су је они питали како је упознала Сташу. На питање ко је био присутан приликом њиховог упознавања, Штефица је одговорила Марина Цветајева и Ана Ахматова што су они све записивали.
На једном од заједничких антиратних протеста Штефи се сусретала са Јеленом Шантић, њеном саборкињом. Остало јој је у сећању када је Јелена “побједила наредбу војске” и у импулсу пробила кордон.

## Поезија
Неке од првих активности Лабриса били су штампање Штефине поезије. У издању Лабриса изашле су три њене књиге поезије: Жене у мрежи (1995), Жене комете (1996) и Жене на рибарском острву (2002).
На једном од песничарења сусрела се и са Биљаном Станковић Лори.
Неке од њених песама су Жене у црном позивају да говоре у “Rexu”, Жене у црном певају, Жене у црном Никада живот не може смрти да опрости, Радујем се к’о дете у Трешњевцу, Амнестија за Рејчел и Игбале, Жене у црном хтеле би да лете, Контрапункт живота Жена у црном…
| „ | ДИСУ, ЗА СЕЋАЊЕ Ако су вас ноћас походили мртви ко што су Дису у сан долазили не враћајте их тугом и сузама својим они нас никада нису напуштали. Већ ми смо ти, који у тренутку краткога дана, заборавом својим напуштамо мртве, да би свој живот сами проживели… | ” |

да би свој живот сами проживели…
Такође је писала у зборнику Жене за мир.

### О Трешњевцу
Штефица у својој поезији често говори о Трешњевцу, селу у ком су се десили јединствени протести против насилних мобилизација у Србији.
У песми Радујем се ко дете  Трешњевцу спомиње Сташу која јој увек кад је види каже „Виђет ћеш ти Трешњевац”. Такође и у њеном делу Неда, Каталонке, Андалужанке које је написала 1996. у зборнику Жене за мир, а ту је и песмаТрешњевац љубави моја. У песми Повратак које је део збирке Жене комете 1996. године пише:
| „ | Трешњевац и Тотово Село нас је матерински хранило И чувало неколико дана, остаје у сећању као успомена И диван сан који нам је И овог пута, неочекивано, даровао живот. Хвала им за оно што смо понеле у нашим душама | ” |